# New Boston (Texas)
New Boston ist eine Stadt im Bowie County im US-Bundesstaat Texas in den Vereinigten Staaten und Verwaltungssitz dieses Countys. Das U.S. Census Bureau hat bei der Volkszählung 2020 eine Einwohnerzahl von 4612 ermittelt.

## Geographie
Die Stadt liegt 35 Kilometer westlich von Texarkana am U.S. Highway 82 und der Missouri Pacific Railroad, fast im äußersten Nordosten von Texas, ist im Norden 13 Kilometer von Oklahoma, im Osten 35 Kilometer von Arkansas entfernt und hat eine Gesamtfläche von 9 km².

## Demografische Daten
Nach der Volkszählung im Jahr 2000 lebten hier 4.808 Menschen in 1.968 Haushalten und 1.334 Familien. Die Bevölkerungsdichte betrug 531,9 Einwohner pro km². Ethnisch betrachtet setzte sich die Bevölkerung zusammen aus 79,49 % weißer Bevölkerung, 17,64 % Afroamerikanern, 0,75 % amerikanischen Ureinwohnern, 0,27 % Asiaten, 0,10 % Bewohnern aus dem pazifischen Inselraum und 0,44 % aus anderen ethnischen Gruppen. Etwa 1,31 % waren gemischter Abstammung und 1,46 % der Bevölkerung waren spanischer oder lateinamerikanischer Abstammung.
Von den 1.968 Haushalten hatten 32,8 % Kinder unter 18 Jahre, die im Haushalt lebten. 47,8 % davon waren verheiratete, zusammenlebende Paare. 17,6 % waren allein erziehende Mütter und 32,2 % waren keine Familien. 30,1 % aller Haushalte waren Singlehaushalte und in 15,5 % lebten Menschen, die 65 Jahre oder älter waren. Die Durchschnittshaushaltsgröße betrug 2,39 und die durchschnittliche Größe einer Familie belief sich auf 2,96 Personen.
26,6 % der Bevölkerung waren unter 18 Jahre alt, 7,8 % von 18 bis 24, 25,2 % von 25 bis 44, 21,5 % von 45 bis 64, und 18,8 % die 65 Jahre oder älter waren. Das Durchschnittsalter war 38 Jahre. Auf 100 weibliche Personen aller Altersgruppen kamen 82,1 männliche Personen. Auf 100 Frauen im Alter von 18 Jahren und darüber kamen 74,7 Männer.
Das jährliche Durchschnittseinkommen eines Haushalts betrug 26.531 USD, das Durchschnittseinkommen einer Familie 38.542 USD. Männer hatten ein Durchschnittseinkommen von 29.940 USD gegenüber den Frauen mit 21.316 USD. Das Prokopfeinkommen betrug 14.190 USD. 15,0 % der Bevölkerung und 11,6 % der Familien lebten unterhalb der Armutsgrenze. Davon waren 19,9 % Kinder und Jugendliche unter 18 Jahren und 8,9 % waren 65 oder älter.